# Juraj Počuch
Juraj Počuch (* 29. srpna 1961) je bývalý slovenský fotbalista. Po skončení aktivní kariéry působí jako trenér na regionální úrovni.

## Fotbalová kariéra
V československé lize hrál za TJ Spartak TAZ Trnava. Nastoupil ve 37 ligových utkáních.

## Ligová bilance
| Ročník                                   | Zápasy | Góly | Klub                  |
| ---------------------------------------- | ------ | ---- | --------------------- |
| 1. československá fotbalová liga 1988/89 | 12     | 0    | TJ Spartak TAZ Trnava |
| 1. československá fotbalová liga 1989/90 | 25     | 0    | TJ Spartak TAZ Trnava |
| CELKEM                                   | 37     | 0    |                       |